# Isagani Cruz
Isagani A. Cruz (Manilla, 11 oktober 1924 – 21 maart 2013) was een Filipijns rechter. Cruz was van 1986 tot 1994 rechter van het Filipijns hooggerechtshof.

## Biografie
Cruz we geboren op 11 oktober 1924 in de Filipijnse hoofdstad Manilla. Hij behaalde in 1951 cum laude zijn bachelor-diploma rechten aan de Manuel L. Quezon University en slaagde datzelfde jaar voor het toelatingsexamen van de Filipijnse balie (bar exam). Cruz was senior partner van Laurel Law Office. Van 1966 tot 1972 voorzitter van de Code of Commission van het Filipijns ministerie van justitie en van 1963 tot 1968 was hij tevens decaan van de Lyceum School of Law. Later was hij van 1975 tot 1986 examinator van het bar exam.
In 1986 werd Cruz, kort na de val van president Ferdinand Marcos, door opvolger Corazon Aquino benoemd tot rechter van het Filipijns hooggerechtshof. Na zijn termijn als rechter van het hooggerechtshof, die duurde tot 1994 was hij onder meer columnist voor de Philippine Daily Inquirer. Ook gaf hij van 2004 tot 2006 les aan de Philippine Judicial Academy.
Cruz publiceerde diverse boeken, onder meer over constitutioneel recht, internationaal recht en Filipijns politiek recht. Ook schreef hij samen met zijn dochter Res Gestae: A Brief History of the Supreme Court (2000).
Cruz overleed in 2013 op 88-jarige leeftijd. Hij was getrouwd met Salvacion Lopez en hadden samen een dochter en vijf zonen.